# Magdalena Maciejewska
Magdalena Maciejewska (ur. 30 maja 1962) – polska scenografka teatralna i filmowa. W 1986 roku ukończyła studia na Wydziale Scenografii warszawskiej Akademii Sztuk Pięknych. Od 1999 roku związana z teatrem TR Warszawa.

## Dorobek
Stale współpracuje z Grzegorzem Jarzyną (w TR Warszawa: Magnetyzm serca, 1999; Książę Myszkin, 2000; Uroczystość, 2001; Giovanni, 2006; T.E.O.R.E.M.A.T., 2009; Między nami dobrze jest, 2009; we wrocławskim Teatrze Polskim: Doktor Faustus, 1999; w wiedeńskim Burgtheater: Lew w zimie, 2007; Medea, 2008; w Operze w Lyon: Gracz, 2009; w Bawarskiej Operze Narodowej: Dziecko i czary oraz Karzeł, 2011).
Pracowała także m.in. z Agnieszką Glińską (Jordan, 1996; Korowód, 1997; Opowieści lasku wiedeńskiego, 1998; Trzy siostry,1998; Kaleka z Inishmaan, 1999; Barbarzyńcy, 2000; Bambini di Praga, 2001; Stracone zachody miłości, 2003; Poduszyciel, 2006; Lulu na moście, 2008), Agnieszką Lipiec-Wróblewską (Bilard Petersburski, 1997; Tamy/The Weir, 1999), Redbadem Klynstrą (Gry, 2003; Electric City, 2003; 111, 2004), Przemysławem Wojcieszkiem (Cokolwiek się zdarzy, kocham cię, 2005; Dwoje biednych Rumunów mówiących po polsku, 2006), Aleksandra Konieczną (Helena.S, 2006), Michałem Ratyńskim (Ten list napisał do mnie Fernando Krapp, 1992; Czas i pokój, 1993; Madame Therese, 2001), Arturem Urbańskim (Howie i Rookie Lee, 2001; Obróbka, 2002), Petrem Zelenką (Opowieści o zwyczajnym szaleństwie, 2005), Agnieszką Holland i Witoldem Zatorskim (Aktorzy Prowincjonalni, 2008), Anną Smolar (Jedną Ręką, 2009).
W Teatrze Telewizji współpracowała m.in. z Grzegorzem Jarzyną (Historia, 1999), Agnieszką Glińską (Pieniądze i przyjaciele, 2005), Piotrem Cieplakiem (Kolejka, 1991), Andrzejem Sewerynem (Tartuffe czyli obłudnik, 2002; Antygona, 2004), Łukaszem Kosem (Opowieści o zwyczajnym szaleństwie, 2004) oraz Łukaszem Barczykiem (Na południe od granicy, 2006).
Magdalena Maciejewska jest także autorką scenografii i kostiumów do filmów: Le Septieme Enfer / Siódme piekło Bernarda Uzana (1991); Pożegnanie z Marią Filipa Zylbera (1993); Szamanka Andrzeja Żuławskiego (1996); Łagodna Mariusza Trelińskiego (1997); Egzekutor Filipa Zylbera (1999); Cisza Michała Rosy (2003); Tulipany Jacka Borcucha (2004); Przemiany Łukasza Barczyka (2003), za który dostała nominację do Orła – Polskiej Nagrody Filmowej oraz Wesele Wojciecha Smarzowskiego (2004), za który na Festiwalu Polskich Filmów Fabularnych otrzymała nagrodę za najlepsze kostiumy.
W 1998 Magdalena Maciejewska została nagrodzona za scenografię i kostiumy do spektaklu telewizyjnego Krawiec Michała Kwiecińskiego na 4. Ogólnopolskim Konkursie na Wystawie Polskiej Sztuki Współczesnej w Warszawie. W 2000 otrzymała nagrodę za scenografię do Magnetyzmu serca Grzegorza Jarzyny na 25. Opolskich Konfrontacjach Teatralnych, a w 2002 – nagrodę im. Teresy Roszkowskiej oraz nagrodę za scenografię do spektaklu Howie i Rookie Lee Artura Urbańskiego na 2. Festiwalu Dramaturgii Współczesnej w Zabrzu. W 2009 została nagrodzona za scenografię do spektaklu T.E.O.R.E.M.A.T. na Międzynarodowym Festiwalu Teatralnym Boska Komedia. Za swój wkład w wystawienie Medei Grzegorza Jarzyny w Burgtheater w Wiedniu została wyróżniona także na festiwalu w Rijece w Chorwacji.